# Schloss Ursel

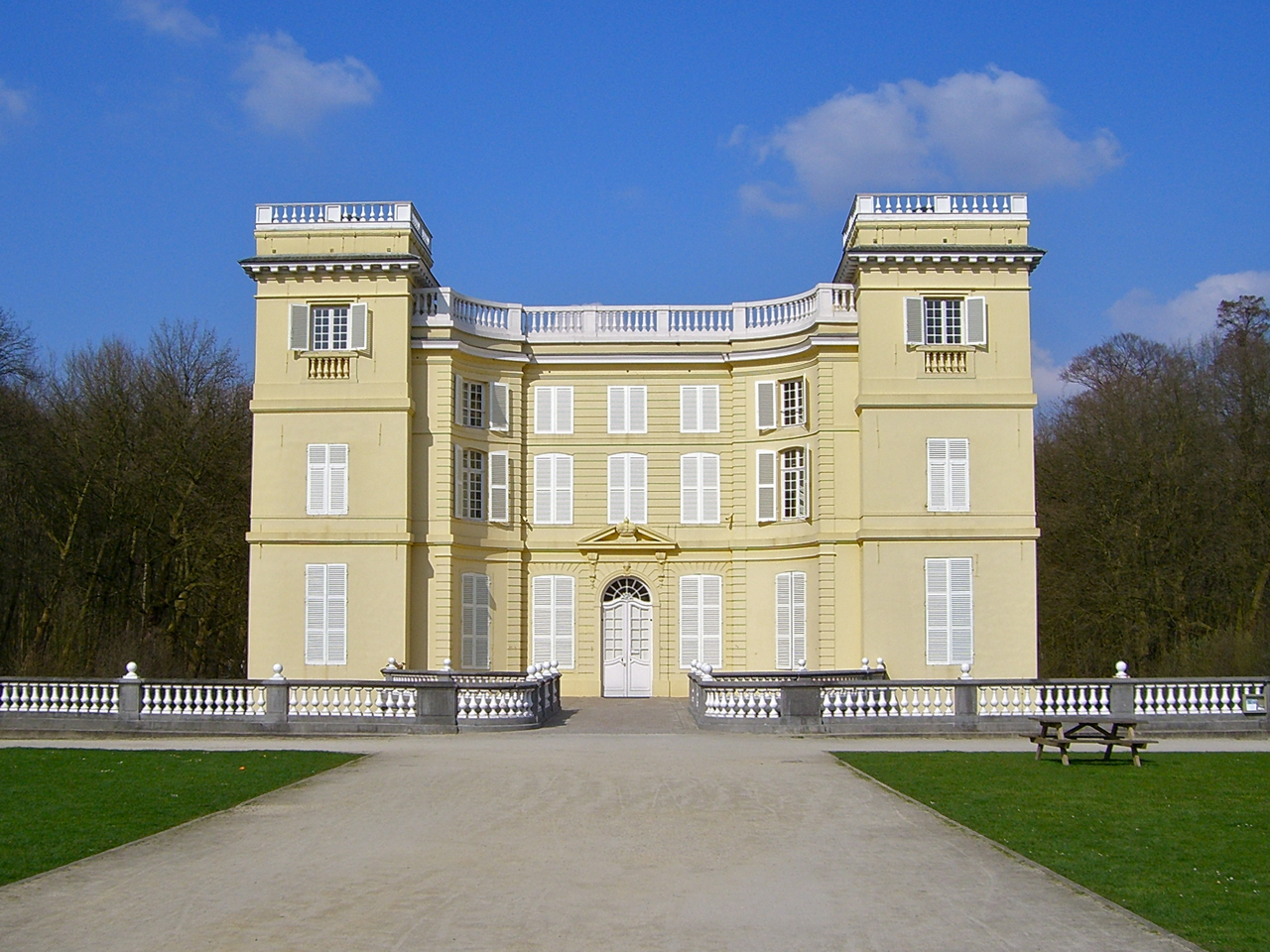

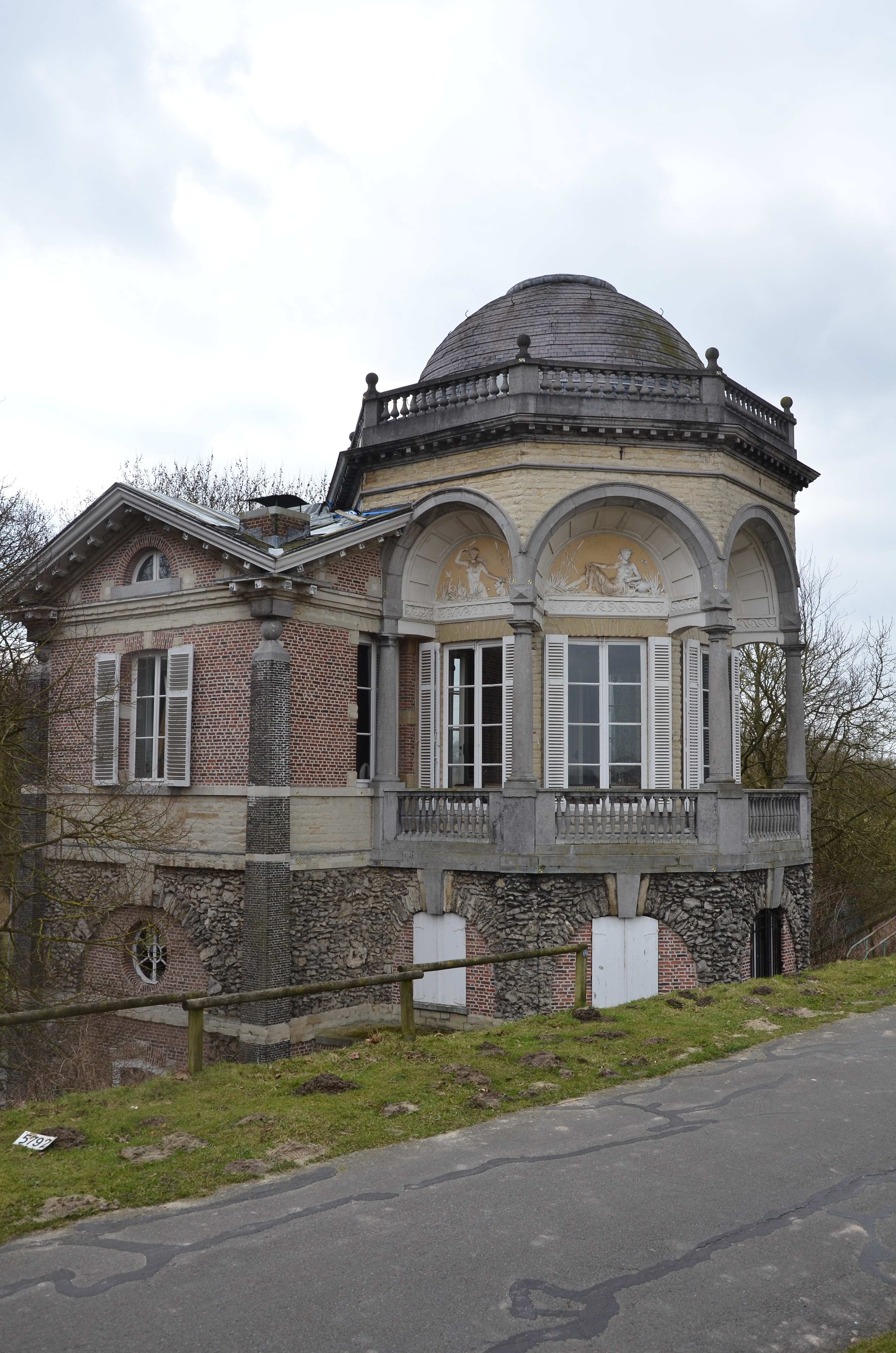
De Notelaer, Pavillon des 18. Jahrhunderts im Park.

Schloss Ursel (Niederländisch: Kasteel van Hingene, auch bekannt als das Kasteel d'Ursel) war die private Sommerresidenz der Herzöge von Ursel in Hingene in der Gemeinde Bornem in der Provinz Antwerpen. Heute ist es Staatseigentum und der Öffentlichkeit zugänglich.

## Geschichte
Der erste Bewohner war Diederik van Werve (1519–1598). Seine Nachfahren verkauften das Schloss an Conrad III Schetz in 1608. Das Anwesen wurde die Sommerresidenz der Familie von Ursel. Die Herzöge von Ursel und deren Familien wohnten dort für 350 Jahre. Sein originales Aussehen ist in der Flandria Illustrata abgebildet. Ein berühmter Bewohner war Conrard-Albert, erster Herzog von Ursel (1665–1738). Sein Sohn Karl II. Herzog von Ursel beauftragte Giovanni Niccolò Servandoni (1695–1766) mit der klassizistischen Neugestaltung des Familienanwesens. Die Front wurde wie bei einem Palast symmetrisch gestaltet.
Der Herzog empfing wichtige Adelige, wie Johann von Zinzendorf und Pottendorf (1739–1813) und Joseph de Ferraris. Während des 18. Jahrhunderts war das Schloss für Bankette und Bälle bekannt. Hochzeiten der Familie wurden mit dem ganzen Ort gefeiert und die Familie war in der Bevölkerung angesehen. Am 10. August 1876 besuchten die Queen, der Herzog und die Herzogin von Sachsen das Schloss und den Ort Hingene. 1894 besuchte Prinz Albert und sein Schwager der Prinz von Hohenzollern das Schloss.
Um 1970 wurde das Schloss von Henri VIII. Herzog von Ursel an die Gemeinde verkauft. Das Inventar wurde nicht verkauft. Das Familienarchiv wurde dem Nationalarchiv in Brüssel übergeben.
Im Jahr 1994 wurde die Provinz Antwerpen Besitzer des Schlosses und das Anwesen wurde im Zustand des 17. Jahrhunderts restauriert. Der jetzige Herzog von Ursel übergab einen wichtigen Teil der herzoglichen Sammlung als private Leihgabe für die Ausstattung der Räume.